# Мидзугаки, Такэя
Такэя Мидзугаки (яп. 水垣 偉弥; род. 16 декабря 1983, Ибараки) — японский боец смешанного стиля, представитель легчайшей весовой категории. Выступает на профессиональном уровне начиная с 2005 года, известен по участию в турнирах бойцовских организаций UFC, WEC, ACB, Shooto, Cage Force и др. Был претендентом на титул чемпиона WEC в легчайшем весе.

## Биография
Такэя Мидзугаки родился 16 декабря 1983 года в префектуре Ибараки, Япония.

### Начало профессиональной карьеры
Дебютировал в смешанных единоборствах на профессиональном уровне в феврале 2005 года, выиграв у своего соперника по очкам единогласным решением. Начинал карьеру в старейшей японской организации Shooto, где одержал в общей сложности шесть побед и был признан лучшим новичком года. При этом два поединка закончились ничьей и два поражением.
В 2007—2008 годах выступал в менее престижном японском промоушене Cage Force, где выиграл все пять поединков, в том числе завоевал титул чемпиона в легчайшем весе, победив техническим нокаутом Масахиро Оиси.

### World Extreme Cagefighting
Имея в послужном списке 11 побед и только два поражения, в 2009 году Мидзугаки привлёк к себе внимание крупной американской организации World Extreme Cagefighting и сразу же стал здесь претендентом на титул чемпиона в легчайшей весовой категории, который на тот момент принадлежал Мигелю Торресу. Противостояние между ними продлилось все отведённые пять раундов, в итоге судьи единогласным решением судей отдали победу Торресу — при этом оба бойца заработали бонус за лучший бой вечера.
Также в 2009 году Мидзугаки по очкам победил Джеффа Каррена, но уступил Скотту Йоргенсену.
В 2010 году после победы единогласным решением над бразильцем Рани Яхья встретился с бывшим чемпионом организации Юрайей Фейбером — в концовке первого раунда попался на удушающий приём сзади и, отказавшись сдаваться, потерял сознание, в результате чего была зафиксирована техническая сдача.
Когда в 2010 году организация WEC была поглощена более крупным игроком на рынке смешанных единоборств Ultimate Fighting Championship, все сильнейшие бойцы оттуда автоматически перешли на контракт к новому владельцу, в том числе перешёл и Мидзугаки.

### Ultimate Fighting Championship
Выступая в октагоне UFC в период 2011—2016 годов, Такэя Мидзугаки одержал здесь восемь побед и потерпел шесть поражений. Он встречался здесь с бывшим чемпионом организации Домиником Крусом и будущим чемпионом Коди Гарбрандтом, но обоим проиграл нокаутом.

### Absolute Championship Berkut
Покинув UFC, в 2017 году подписал контракт с крупной российской организацией Absolute Championship Berkut, где два поединка проиграл и один выиграл.

## Статистика в профессиональном ММА
| Боёв 37  | Побед 22 | Поражений 13 |
| -------- | -------- | ------------ |
| Нокаутом | 5        | 5            |
| Сдачей   | 1        | 2            |
| Решением | 16       | 6            |
| Ничьи    | 2        | 2            |

| Результат | Рекорд  | Соперник           | Способ                             | Турнир                                 | Дата             | Раунд | Время | Место              | Примечание                                              |
| --------- | ------- | ------------------ | ---------------------------------- | -------------------------------------- | ---------------- | ----- | ----- | ------------------ | ------------------------------------------------------- |
| Победа    | 22-13-2 | Пьетро Менга       | Единогласное решение               | ACB 87                                 | 19 мая 2018      | 3     | 5:00  | Ноттингем, Англия  |                                                         |
| Поражение | 21-13-2 | Мурад Каламов      | Единогласное решение               | ACB 80                                 | 16 февраля 2018  | 3     | 5:00  | Краснодар, Россия  |                                                         |
| Поражение | 21-12-2 | Рустам Керимов     | TKO (удары руками)                 | ACB 71                                 | 30 сентября 2017 | 1     | 3:19  | Москва, Россия     |                                                         |
| Поражение | 21-11-2 | Эдди Уайнленд      | TKO (удары руками)                 | UFC on Fox: VanZant vs. Waterson       | 17 декабря 2016  | 1     | 3:04  | Сакраменто, США    |                                                         |
| Поражение | 21-10-2 | Коди Гарбрандт     | TKO (удары руками)                 | UFC 202                                | 20 августа 2016  | 1     | 0:48  | Лас-Вегас, США     |                                                         |
| Победа    | 21-9-2  | Джордж Руп         | Единогласное решение               | UFC Fight Night: Barnett vs. Nelson    | 27 сентября 2015 | 3     | 5:00  | Сайтама, Япония    |                                                         |
| Поражение | 20-9-2  | Алджамейн Стерлинг | Сдача (треугольник руками)         | UFC on Fox: Machida vs. Rockhold       | 18 апреля 2015   | 3     | 2:11  | Ньюарк, США        |                                                         |
| Поражение | 20-8-2  | Доминик Крус       | KO (удары руками)                  | UFC 178                                | 27 сентября 2014 | 1     | 1:01  | Лас-Вегас, США     |                                                         |
| Победа    | 20-7-2  | Франсиско Ривера   | Единогласное решение               | UFC 173                                | 24 мая 2014      | 3     | 5:00  | Лас-Вегас, США     |                                                         |
| Победа    | 19-7-2  | Нам Фан            | Единогласное решение               | UFC Fight Night: Hunt vs. Bigfoot      | 7 декабря 2013   | 3     | 5:00  | Брисбен, Австралия |                                                         |
| Победа    | 18-7-2  | Эрик Перес         | Раздельное решение                 | UFC Fight Night: Condit vs. Kampmann 2 | 28 августа 2013  | 3     | 5:00  | Индианаполис, США  |                                                         |
| Победа    | 17-7-2  | Брайан Карауэй     | Раздельное решение                 | UFC on Fuel TV: Silva vs. Stann        | 3 марта 2013     | 3     | 5:00  | Сайтама, Япония    |                                                         |
| Победа    | 16-7-2  | Джефф Хогленд      | Единогласное решение               | UFC on Fuel TV: Franklin vs. Le        | 10 ноября 2012   | 3     | 5:00  | Макао, Китай       |                                                         |
| Поражение | 15-7-2  | Крис Кариасо       | Единогласное решение               | UFC 144                                | 26 февраля 2012  | 3     | 5:00  | Сайтама, Япония    |                                                         |
| Победа    | 15-6-2  | Коул Эсковедо      | TKO (удары руками)                 | UFC 135                                | 24 сентября 2011 | 2     | 4:30  | Денвер, США        |                                                         |
| Поражение | 14-6-2  | Брайан Боулз       | Единогласное решение               | UFC 132                                | 2 июля 2011      | 3     | 5:00  | Лас-Вегас, США     |                                                         |
| Победа    | 14-5-2  | Реубен Дуран       | Раздельное решение                 | UFC Live: Sanchez vs. Kampmann         | 3 марта 2011     | 3     | 5:00  | Луисвилл, США      |                                                         |
| Поражение | 13-5-2  | Юрайя Фейбер       | Техническая сдача (удушение сзади) | WEC 52                                 | 11 ноября 2010   | 1     | 4:50  | Лас-Вегас, США     |                                                         |
| Победа    | 13-4-2  | Рани Яхья          | Единогласное решение               | WEC 48                                 | 24 апреля 2010   | 3     | 5:00  | Сакраменто, США    |                                                         |
| Поражение | 12-4-2  | Скотт Йоргенсен    | Единогласное решение               | WEC 45                                 | 19 декабря 2009  | 3     | 5:00  | Лас-Вегас, США     | Бой вечера.                                             |
| Победа    | 12-3-2  | Джефф Каррен       | Раздельное решение                 | WEC 42                                 | 9 августа 2009   | 3     | 5:00  | Лас-Вегас, США     |                                                         |
| Поражение | 11-3-2  | Мигель Торрес      | Единогласное решение               | WEC 40                                 | 5 апреля 2009    | 5     | 5:00  | Чикаго, США        | Бой за титул чемпиона WEC в легчайшем весе. Бой вечера. |
| Победа    | 11-2-2  | Масахиро Оиси      | TKO (удары руками)                 | GCM: Cage Force 9                      | 6 декабря 2008   | 2     | 0:57  | Токио, Япония      | Выиграл титул чемпиона Cage Force в легчайшем весе.     |
| Победа    | 10-2-2  | Дайсукэ Эндо       | Сдача (удушение сзади)             | GCM: Cage Force 8                      | 27 сентября 2008 | 1     | 4:34  | Токио, Япония      |                                                         |
| Победа    | 9-2-2   | Даити Фудзивара    | KO (удар рукой)                    | GCM: Cage Force 7                      | 22 июня 2008     | 1     | 2:38  | Токио, Япония      |                                                         |
| Победа    | 8-2-2   | Сэидзи Одзука      | Единогласное решение               | GCM: Cage Force 5                      | 1 декабря 2007   | 2     | 5:00  | Токио, Япония      |                                                         |
| Победа    | 7-2-2   | Кэнтаро Имаидзуми  | Единогласное решение               | GCM: Cage Force 4                      | 8 сентября 2007  | 3     | 5:00  | Токио, Япония      |                                                         |
| Ничья     | 6-2-2   | Масакацу Уэда      | Ничья                              | Shooto: Back To Our Roots 4            | 15 июля 2007     | 3     | 5:00  | Токио, Япония      |                                                         |
| Поражение | 6-2-1   | Ацуси Ямамото      | Единогласное решение               | Shooto: Back To Our Roots 1            | 17 февраля 2007  | 3     | 5:00  | Иокогама, Япония   |                                                         |
| Поражение | 6-1-1   | Кэндзи Осава       | TKO (удары)                        | Shooto: 11/10 in Korakuen Hall         | 10 ноября 2006   | 2     | 0:59  | Токио, Япония      |                                                         |
| Ничья     | 6-0-1   | Рёта Мацунэ        | Ничья                              | Shooto 2006: 7/21 in Korakuen Hall     | 21 июля 2006     | 3     | 5:00  | Токио, Япония      |                                                         |
| Победа    | 6-0     | Такамаро Ватари    | TKO (удары руками)                 | Shooto: The Devilock                   | 12 мая 2006      | 1     | 3:49  | Токио, Япония      |                                                         |
| Победа    | 5-0     | Тэцу Судзуки       | Единогласное решение               | Shooto: 12/17 in Shinjuku Face         | 17 декабря 2005  | 2     | 5:00  | Токио, Япония      |                                                         |
| Победа    | 4-0     | Тэриюки Мацумото   | KO (удар рукой)                    | Shooto 2005: 11/6 in Korakuen Hall     | 6 ноября 2005    | 1     | 0:13  | Токио, Япония      |                                                         |
| Победа    | 3-0     | Син Като           | Решение большинства                | Shooto: 9/23 in Korakuen Hall          | 23 сентября 2005 | 2     | 5:00  | Токио, Япония      |                                                         |
| Победа    | 2-0     | Наоки Яхаги        | Единогласное решение               | Shooto: 6/3 in Kitazawa Town Hall      | 3 июня 2005      | 2     | 5:00  | Токио, Япония      |                                                         |
| Победа    | 1-0     | Сатоси Ямасита     | Единогласное решение               | Shooto: 2/6 in Kitazawa Town Hall      | 6 февраля 2005   | 2     | 5:00  | Токио, Япония      |                                                         |